# الغندوریه
الغندوریه (به عربی: الغندورية) یک منطقهٔ مسکونی در لبنان است که در شهرستان بنت جبیل واقع شده‌است.
 الغندوریه   ۴۳۰ متر بالاتر از سطح دریا واقع شده‌است.